# Чедвик, Гектор Манро
Гектор Манро Чедвик (англ. Hector Munro Chadwick; 22 октября 1870, Торнхилл, Западный Йоркшир — 2 января 1947, Кембридж) — британский историк, профессор Кембриджского университета (1912—1941).

## Биография
Гектор Манро Чедвик родился 22 октября 1870 года в Торнхилле в Западном Йоркшире; он получил образование в гимназии Уэйкфилда (Queen Elizabeth Grammar School — Wakefield, QEGS) и Клэр-колледже в Кембридже. В 1912 году он стал профессором англосаксонского в университете Кембриджа (Elrington and Bosworth Professor of Anglo-Saxon) — оставался на этом посту до 1941 года.
Чедвик, о котором профессор Питер Сирби (Peter Searby) писал как об «одном из заметных энциклопедистов в истории Кембриджа», взял на себя ведущую роль в интеграции филологических исследовании древнеанглийского языка с археологией и историей Англии: в 1928 году он основал кафедру англосаксонского, норвежского и кельтского языков. Вместе со своей женой — Норой Кершоу Чедвик — Гектор Манро составил многотомный обзор устной поэзии, опубликованный в 1932—1940 годах.

## Память
С 1990 года в Отделе англосаксонских, норвежских и кельтских исследований Кембриджа проводится ежегодная лекция имени Гектора Манро Чедвика.

## Работы
- Studies in Anglo-Saxon Institutions (1905)
- The Origin of the English Nation (1907)
- The Heroic Age (1912)
- The Growth of Literature, with N. Kershaw Chadwick:
  - I: The Ancient Literatures of Europe (1932)
  - II: Russian Oral Literature, Yugoslav Oral Poetry, Early Indian Literature, Early Hebrew Literature (1936)
  - III: The Oral Literature of the Tatars and Polynesia, etc. (1940)
- The Study of Anglo-Saxon
- The Nationalities of Europe and the Growth of National Ideologies (1945)[2]
- Early Scotland. The Picts the Scots & the Welsh of Southern Scotland (1949)

## Семья
Жена: Нора Кершоу Чедвик (1891—1972) — британский историк-медиевист и кельтолог.